# Carlos Augusto do Nascimento e Silva
Carlos Augusto do Nascimento Silva (Rio de Janeiro, 5 de junho de 1855 — Rio de Janeiro, 1924) foi um engenheiro brasileiro. Estudou na Escola Politécnica do Rio e ocupou os cargos de diretor da Diretoria de Engenharia (o primeiro na República Velha) e diretor de Obras e Viação, da antiga Prefeitura, durante a administração do Prefeito Pereira Passos (de 1902 a 1905). Casou-se em 1879 com Propícia Eugênia Cardoso, filha do negociante e deputado provincial fluminense Manoel José Cardoso e de Maria Delfina da Cunha.  Segundo ficha existente no Colégio Brasileiro de Genealogia do IHGB o casal teve pelo menos seis filhos: Julieta, Raul, Judith, Jorge, Maurício e Otávio. Foi também Diretor da Companhia Ferro-Carril do Jardim Botânico.